# Lyric
Lyric je mužské a ženské křestní anglické jméno. Původ má zřejmě v řeckém slově lyrikos λυρικος. Jeho možný význam je text, líbívá píseň.
Podobné jméno je Lyra, což je souhvězdí severní oblohy s hvězdou Vega.

## Nositelé jména Lyric
- Lyric Durdin, syn herce Garyho Dourdana
- Lyric Parker, syn herce a zpěváka Ashleyho Parkera Angela

## Nositelé jména Lyra
- Lyra Belacqua, fiktivní postava z knih jménem Jeho temné esence od Philipa Pullmana
- Lyra je fiktivní postava z manga seriálu Fullmetal Alchemist

## Další
- píseň Lyra od Kate Bushové

## Lyra jako příjmení
- Carlos Lyra, brazilský fotbalista